# 施德禎
施德禎（1471年—？），字天瑞，浙江杭州府餘杭縣人，明朝政治人物。

## 生平
弘治五年（1510年）壬子科浙江鄉試第五十四名舉人。正德六年（1511年）聯捷辛未科會試第二百六名，登第三甲第二百一十八名進士。歷官南直隸崑山縣知縣。

## 家族
曾祖施□；祖父施倫；父施□，母吳氏。慈侍下。